# Sono Kwijenan
Sono Kwijenan is een bestuurslaag in het regentschap Soerabaja van de provincie Oost-Java, Indonesië. Sono Kwijenan telt 7505 inwoners (volkstelling 2010).